# Iffeldorfer Meisterkonzerte
Die Iffeldorfer Meisterkonzerte sind eine seit 1990 bestehende Konzertreihe, die überwiegend im oberbayerischen Iffeldorf stattfindet und auch überregional Beachtung findet.

## Geschichte
Der Ursprung der Iffeldorfer Meisterkonzerte liegt in den im April 1990 vom Bildhauer Anton Ferstl und vom Galeristen Egbert Greven veranstalteten Kulturbegegnungen an den Osterseen, die ein verlängertes Wochenende dauerten. Bald darauf entwickelte sich daraus eine über das ganze Jahr verteilte Konzertreihe mit renommierten Künstlern, wie auch vielversprechenden Nachwuchsmusikern. Die ersten auftretenden Künstler waren die Geigerin Viktoria Mullova, die Deutsche Kammerphilharmonie Bremen sowie Loriot mit seiner Fassung von Karneval der Tiere. Nach zwanzig Jahren übergab Greven 2011 aus persönlichen Gründen die künstlerische Leitung an Andrea Letzing (seit 2014 verheiratete Feßmann).
Der Radiosender BR-Klassik berichtet von den Meisterkonzerten und zeichnet sie zur späteren Ausstrahlung auch regelmäßig auf.

## Organisation
Veranstalter der Konzerte ist der Förderverein „Kulturbegegnungen an den Osterseen“ e. V. Schirmherr war der Dirigent Enoch zu Guttenberg.
Die meisten Konzerte finden in der Bürgermeister-Strauß-Halle des Gemeindezentrums Iffeldorf mit Blick auf die Osterseen statt, weitere auch im Barocksaal und der Basilika des Klosters Benediktbeuern.

## Künstler
Neben international renommierten Künstlern treten in Iffeldorf auch immer wieder Nachwuchsmusiker auf, darunter Preisträger des ARD-Musikwettbewerbs und des ECHO Klassik. Zu Gast waren unter anderem schon:
- Senta Berger
- Georg Christoph Biller
- Angela Brown
- Frank Bungarten
- Mirijam Contzen
- Moritz Eggert
- Christian Elsner
- Ensemble Sarband
- Isabelle Faust
- Giora Feidman
- Klaus Feßmann
- Martina Filjak
- Sol Gabetta
- Cord Garben
- Gewandhaus-Quartett
- Anna Gourari
- Hilary Hahn
- Christoph Hartmann
- Sebastian Hess
- Thomas Holtzmann
- Steven Isserlis
- Felix Klieser
- Stephan König
- Ton Koopman
- Patricia Kopatchinskaja
- Kuss Quartett
- Dejan Lazić
- Loriot
- Alexander Markowitsch Melnikow
- Albrecht Mayer
- Klaus Mertens
- Sabine Meyer
- Modern String Quartet
- moderntimes 1800
- Viktoria Mullova
- Roger Muraro
- Musica Antiqua Köln
- Nomos-Quartett
- Dorothee Oberlinger
- Emmanuel Pahud
- Michala Petri
- Martin Petzold
- Julian Prégardien
- Singer Pur
- Quartet New Generation
- Quatuor Ébène
- Reinhold Quartett
- Herbert Schuch
- Klaus Schultz
- Baiba Skride
- Lauma Skride
- Christian Tetzlaff
- Tölzer Knabenchor
- Mihaela Ursuleasa
- Lars Vogt
- Michael Volle